# Доран, Мэтт
Мэтт Доран (англ. Matt Doran; род. 30 марта 1976, Сидней, Новый Южный Уэльс, Австралия) — австралийский актёр, известный по фильмам «Матрица», «Звёздные войны. Эпизод II: Атака клонов» и «Великий рейд».

## Карьера
Начал сниматься на телевидении в 1991 году в сериале «Домой и в путь», в котором он играл школьника Дэмиана Робертса на протяжении 421 эпизода, вплоть до 1996. Затем последовали роли в многобюджетных фильмах «Тонкая красная линия», «Матрица», «Звёздные войны. Эпизод II: Атака клонов» и «Великий рейд». В середине 2000-х актёр снимался преимущественно в малоизвестных австралийских фильмах. В 2013 вместе с Дольфом Лундгреном снимался в боевике «Битва проклятых».

## Личная жизнь
В 2006-2007 годах встречался с актрисой Ивонн Страховски, с которой он познакомился на съёмках фильма «Сеть» (англ. The Plex).

## Фильмография
| Год       |    | Русское название                        | Оригинальное название                        | Роль                 |
| --------- | -- | --------------------------------------- | -------------------------------------------- | -------------------- |
| 1991      | тф | Остров пиратов                          | Pirates Island                               | Громмет              |
| 1991—1996 | с  | Домой и в путь                          | Home and Away                                | Дэмиан Робертс       |
| 1996      | ф  | История Лилиан                          | Lilian's Story                               | Джонни               |
| 1997      | с  | Падшие ангелы                           | Fallen Angels                                | Стив                 |
| 1998      | ф  | Тонкая красная линия                    | The Thin Red Line                            | рядовой Говард Кумбс |
| 1999      | ф  | Матрица                                 | The Matrix                                   | Маус                 |
| 2001      | с  | На краю Вселенной                       | Farscape                                     | Маркир Тал           |
| 2002      | ф  | Звёздные войны. Эпизод II: Атака клонов | Star Wars: Episode II - Attack of the Clones | Элан Слизибаггано    |
| 2005      | ф  | Великий рейд                            | The Great Raid                               | Рон Карлсон          |
| 2006      | ф  | Макбет                                  | Macbeth                                      | Малкольм             |
| 2008      | ф  | Сеть                                    | The Plex                                     | Эй Джей Стоун        |
| 2011      | ф  | По соседству с Велински                 | Next Door to the Velinsky's                  | Джеймс Маршалл       |
| 2013      | ф  | Битва проклятых                         | Battle of the Damned                         | Риз                  |
| 2016      | с  | Рейк                                    | Rake                                         | Грант Саммонс        |
| 2017      | с  | Доктор, доктор                          | Doctor Doctor                                | Джек Хоули           |
| 2017      | ф  | Похищены и проданы                      | Trafficked                                   | Геймбой              |